# Бажай Василь Теодозійович

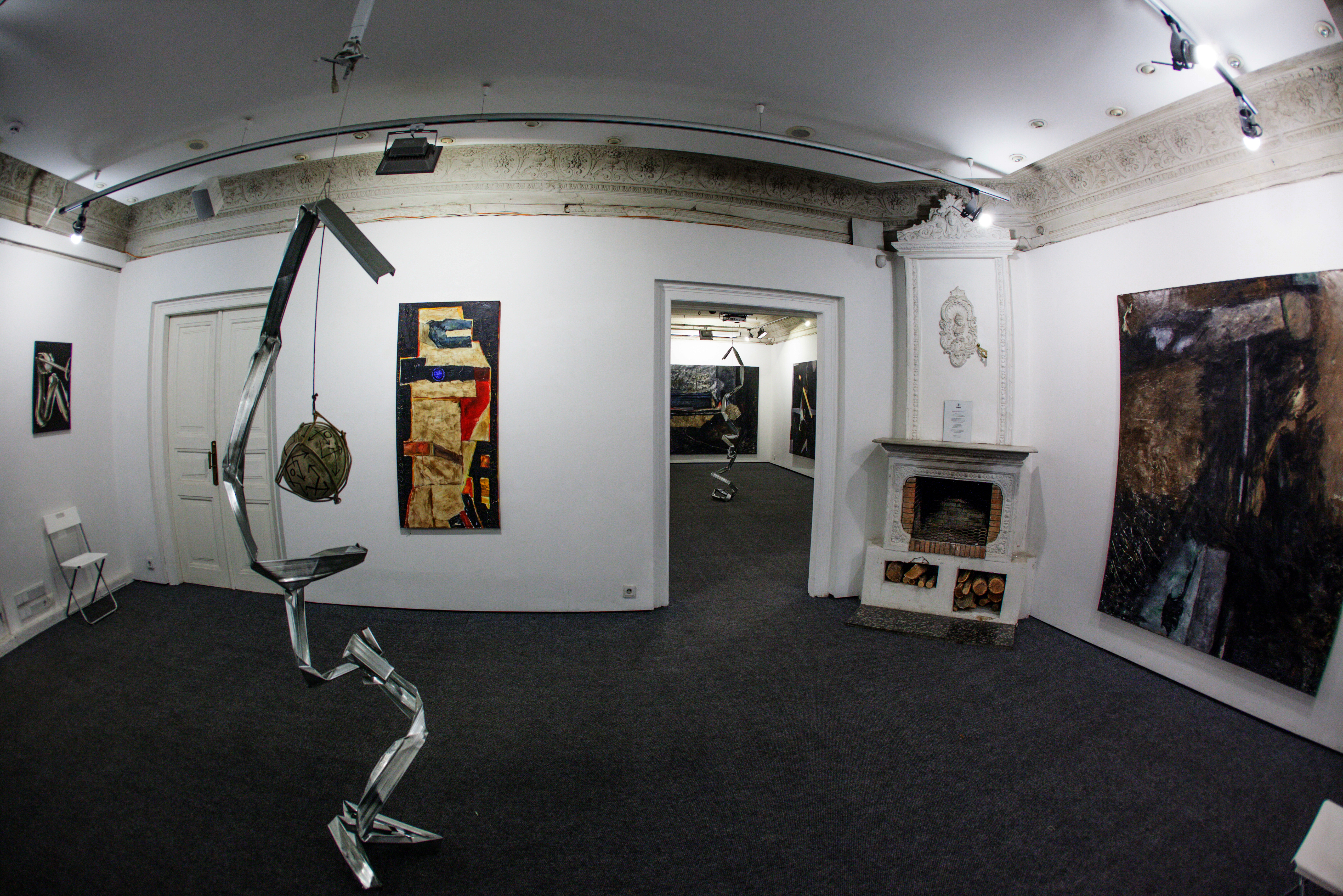
Виставка Василя Бажая в 2B ORNT 2B в Галереї Карась, Київ 2017

Бажай Василь Теодозійович (нар. 4  жовтня 1950, Тартаків) — художник, автор обєктів, живописець та перформер [Архівовано 20 грудня 2019 у Wayback Machine.].
Член Національнної спілки художників України з 1991 року, а з 1996 року – членом її правління. З 1998 року очолив секцію концептуального мистецтва Львівської спілки художників. Картини Василя Бажая знаходяться в музеях Львова, Києва, Хмельницького, а також в галереях і приватних колекціях України, Бельгії, США.
Живе і працює у Львові.

## Біографія
Василь Бажай народився 4 жовтня 1950 року в с. Тартаків Львівської області. В 1979 закінчив Львівський інститут декоративного та прикладного мистецтва, де навчався під керівництвом викладачів Р. Сельського і К. Звіринського). Від 1998 — голова секції концептуального мистетва Львів. організації НСХУ. Працює в жанрі абстрактно-знакового перформансу, розглядаючи його як об'єднавчий фактор візуальних  мистецтв постмодерну та живопису. Від 1974 працює в галузі живопису та інсталяції. Автор понад 50 персональних виставок. (від 1989) та групових проектів проектів в Україні, а також у Австрії (1994), Бельгії (1996), Польщі, США, Єгипті, Німеччині. Поєднує неофігуративізм і поп-арт. Активно працює з глядачем, включаючи його у середовище експозиції, як цільного твору мист-ва (починаючи від 1995). Завдяки плановому «виходу» двохмірної живопис. площини у простір до глядача, в цьому середовищі відбувається синтез живопису і інсталяції. В даному випадку саме перформанс (за підтримки аудіо- і відеоефектів) виконує роль об'єднуючого і всеохоплюючого фактора.

###### Нагороди
1996 – Почесний приз «Salon Internationale D'ART Contemporain». 
Лауреат премії «Золотий перетин» (1-й приз). 
1997 – Гран-прі Міжнародного фестивалю мистецтва «Золотий перетин», Україна. 
Звання «Художник року» в області живопису. 
2000 – Грант за кращий художній проект року від ЦСМ Сороса, Україна. 
2001 – Лауреат премії ім. Івана Труша за активну творчу діяльність в області живопису.

## Персональні виставки
2016
«Sacrum III», Галерея Карась, Київ, Україна
«Рефрижератор», Щербенко Арт Центр, Київ, Україна
2015
«Інтервенція», Галерея Карась, Київ, Україна
2013
«Реплікація», Боттега галерея, Київ, Україна
«Портрет», ЦКіІ «Дзига», Львів, Україна
2012
«Форте», галерея «Боттега», Київ, Україна
«Форте 20-12», Палац мистецтв, Львів, Україна
2011
«... бажай ...», галерея «Ленін», Запоріжжя, Україна
«Без назви», перформанс із серії «Фетиш», Дні художнього мистецтва перформансу у Львові, Палац мистецтв, Львів, Україна
2010
«Б-2», Боттега Галерея, Київ, Україна
«Василь Бажай, Тіберій Сільваші: Живопис», Музей сучасного українського мистецтва, Київ, Україна
«Василь Бажай, Тіберій Сільваші: Живопис», Палац мистецтв, Львів, Україна
«Сковорода», ЦКіІ Дзига, Львів, Україна
«Портрет», ЦКіІ Дзига, Львів, Україна
2009
«Паганіні», Боттега Галерея, Київ, Україна
«Rex», галерея Дзига, Львів, Україна
«Живопис», Інститут Українського Сучасного Мистецтва, Нью-Йорк, США
2008
«Живопис», Палац Мистецтв, Львів, Україна
Перформанс «Діалог», Міжнародний фестиваль перформансу, Львів, Україна
«Живопис», Інститут Українського Сучасного Мистецтва, Нью-Йорк, США
2007
Перформанс «Макбет», Тиждень актуального мистецтва, Львів, Україна
2005
«Живопис», галерея Дзига, Львів, Україна
2004
«Живопис», Чикаго, США
2003
«Простір, світло, структура, матеріал», Інститут сучасного українського мистецтва, Чикаго, США
«Василь Бажай. Проект 2 і 2 », персональна виставка, Карась Галерея, Київ, Україна
2002
«Проект 2 і 2», галерея Дзига, Львів, Україна
«Живопис», персональна виставка, Карась Галерея, Київ, Україна
«Ареальність», персональна виставка, Національний музей, Київ, Україна
2001
Акція-перформанс «Об'єкт N7», 1-е міжнародне Бієнале сучасного мистецтва Екологія 3000, Львів, Україна
2000
Акція-перформанс, Центр сучасного мистецтва Совіарт, Київ, Україна
«... формула ... живопис ...», Карась Галерея, Київ, Україна
«ДЕ-Термін / антитеза», Палац мистецтв, Львів, Україна
1999
Акція-перформанс «Де ... іза», ЦСМ, Київ, Україна
«Лабіринт», ЦСМ, Київ, Україна
1998
Перфоманс «Макбет-II», Фестиваль сучасного театру «Золотий Лев '98", Львів, Україна
«Лабіринт», Палац Мистецтв, Львів, Україна
«П'яно-Форте III», Палац мистецтв, Львів, Україна
1997
Акція-перформанс «П'яно-Форте III», Ательє Карась, Міжнародний мистецький Фонд «Гаттамеллата», Київ, Україна
1996
Акція-перформанс «П'яно-Форте II», Палац мистецтв, Львів, Україна
Акція-перфоманс «Макбет», галерея Аль Ханагар, Каїр, Єгипет
Акція-перфоманс «Макбет», галерея Лавра, Київ, Україна
1995
«Форте-П'яно» в контексті Фестивалю «Контрасти», експозиційний зал Львівської галереї мистецтв, Львів, Україна
Персональна виставка, галерея «Брама», Київ, Україна
1994
Персональна виставка, Львівська галерея мистецтв, Львів, Україна
1993
Персональна виставка, Львівська галерея мистецтв, Львів, Україна
Персональна виставка, Музей образотворчого мистецтва, Київ, Україна
одна тисяча дев'ятсот дев'яносто дві
Персональна виставка, Львівська галерея мистецтв, Львів, Україна
тисячу дев'ятсот дев'яносто один
Персональна виставка, експозиційний зал Спілки Художників України
1990
Персональна виставка, Львівська галерея мистецтв, Львів, Україна
1989
Персональна виставка, Львівська галерея мистецтв, Львів, Україна

## Групові виставки
2016
«Мистецтво бачити ІІІ», Щербенко Арт Центр, Київ, Україна
«Мистецтво бачити», проект Щербенко Арт Центру в рамках Kyiv Art Week, Київ, Україна
2009
«Навколишнє середовище», Боттега Галерея, Київ, Україна
2004
Четвертий Міжнародний Фестиваль Сучасного Мистецтва, Магдебург, Німеччина
«Земля. Пейзаж. Вода », Галерея Дзига, Львів, Україна
2003
«Інвазія», Спілка художників України, Київ, Україна
Персональна виставка живопису, «Фонд Відродження», Київ, Україна
«Перша колекція», Центральний Будинок Художника, Київ, Україна
2002
Бевза, Литвиненко, Аполлонов, Каменєв, Трудсон. Галерея Arte Laue, Аванш, Швейцарія
«Нові напрямки», Центральний виставковий зал Національної Спілки художників України, Київ, Україна. Каталог
Пленер «Ноїв Ковчег II», хутір Сіда, Україна
фестиваль сучасного мистецтва «Культурний герой», Київ-Харків-Одеса-Львів, Україна
2001
Пленер «Ноїв Ковчег», хутір Сіда, Україна
1-й міжнародне Бієнале сучасного мистецтва, галерея Дзига, Львів, Україна
«20 художників кінця століття», Національний музей, Київ, Україна
2000
«Білий перехід», Національний художній музей, Київ, Україна
«Перехід», Центр сучасного мистецтва Сороса при НаУКМА. Київ, Україна
«1/2000», Галерея Жака Картьє, Шоні, Франція
«Нові напрямки», виставка сучасного мистецтва Національної Спілки художників України, Центральний Будинок Художника, Київ, Україна
«Ноїв Ковчег», виставка сучасного мистецтва в контексті мега-проекту «Мистецтво України ХХ століття», Київ, Україна
1999
III Міжнародний Арт-фестиваль в Українському Домі, проект Олексія Литвиненка і Петра Бевзи «Спадщина», Київ, Україна
«Львівська художня школа», Палац мистецтв, Львів, Україна
1998
«Minimal Art», Люксембург
Міжнародна виставка «Джерела свободи», BWA Awangarda Gallery, Вроцлав, Польща.
III Міжнародний Арт-фестиваль «Народний дім», виставка участь в мега-проект «Мистецтво України ХХ століття»
Бієнале нефігуративного живопису в контексті мега-проекту «Мистецтво України ХХ століття», Київ, Україна
1997
«Gang», Bayerischen Landesvertretung, Бонн, Німеччина
«Primtems d'Ukraine. Olexiy Lytvynenko », Galerie Robin Leadouse, Париж, Франція
Дні української культури в Швейцарії, центральний зал Консерваторії, Берн, Швейцарія
«Перехрестя Сучасне українське мистецтво на зламі ХХ і XXI століть», Музей історії мистецтв, Відень, Австрія
«Фото-синтез», Центральний Будинок Художника, Національна спілка художників України, Київ, Україна
II Міжнародний Арт-фестиваль, Народний дім, Київ, Україна
1996
Галерея Martinez, Канни, Франція
«Et caetera + OSPi», Представництво Фонду Зайделя в Україні, Київ, Україна
«Salon International D'ART Contemporaine», Exhibition palace, Ніцца, Франція.
Бевза, Лебединець, Литвиненко, «Et caetera» Національний Художній музей, Київ, Україна
«Etc ...», Виставковий зал Stadthaus, Манхейм, Німеччина
«Ненаративних живопис» в рамках I Міжнародного Арт-фестивалю, Народний дім, Київ, Україна
1995
L'Art Contemporain en Ukraine. Royal Army Museum, Брюссель, Бельгія
1994
«Через кордони і кордони», галерея «Hipp-Holle», Гмунден, Австрія
1993
«Степи Європи», Центр сучасного мистецтва «Замок Уяздовський», Варшава, Польща
1992-1993
«Нове мистецтво після СРСР», галерея Єльського Університету, Єль, США

## Основні твори
- «Лабіринт» (1998),
- «Макбет» (1998),

проекти
- «Детерміно» (2000),
- «Ареальність» (2001),
- «Двоє» (2010).